# Croton stellatopilosus
Croton stellatopilosus là một loài thực vật có hoa trong họ Đại kích. Loài này được H.Ohba mô tả khoa học đầu tiên năm 1980.